# Nowa Kultura (1923–1924)
Nowa Kultura – czasopismo społeczno-kulturalne i literackie, wydawane w Warszawie od lipca 1923 roku do września 1924 roku, początkowo było dwutygodnikiem, później tygodnikiem, od maja 1924 roku miesięcznikiem. Było kontynuacją Kultury Robotniczej, legalną trybuną Komunistycznej Partii Robotniczej Polski, wydawane przez związaną z partią placówkę wydawniczą Książka.
Redaktorami pisma byli: Franciszka Kwiatkowska i Edward Staniewski, faktycznie jednak pismo redagowali: Jerzy Heryng i Jan Hempel.
Pozostawało pod wpływem radzieckiego Proletkultu, drukowało m.in. utwory Władimira Majakowskiego, wiersze i wystąpienia Aleksieja Gastiewa, przekłady Henri Barbusse’a, Émila Zoli, Guillaume Apollinaire’a, Johannesa Bechera.
Współpracownikami pisma byli: Mieczysław Braun, Władysław Broniewski (sekretarz redakcji), Stanisław Brucz, Stanisław Ryszard Stande, Witold Wandurski.